# Silvano (prefetto del pretorio)
Silvano (latino: Silvanus; ... – 260) è stato un prefetto romano sotto l'imperatore Gallieno che fu travolto dall'usurpazione di Postumo.

## Biografia
A seguito della morte (260) dell'imperatore Valeriano, padre e collega di Gallieno, durante la sua campagna in oriente contro i Sasanidi, diversi usurpatori si ribellarono non riconoscendo l'autorità di Gallieno. L'imperatore dovette allora abbandonare l'importante frontiera del Reno per debellare le rivolte degli usurpatori: decise quindi di inviare il proprio giovane figlio, Cornelio Salonino, come cesare in Gallia, con il potere nominale, mentre affidò Salonino e il comando effettivo a Silvano, che era prefetto del pretorio.
Mentre Gallieno era lontano, accadde che una incursione di Franchi, che avevano saccheggiato alcune città romane, venne interrotta dall'esercito del governatore della Germania inferior Marco Cassiano Latinio Postumo, e il bottino recuperato fu diviso da Postumo tra i suoi soldati (maggio-giugno 260). Silvano ordinò a Postumo di inviargli il bottino dei Franchi a Colonia (ove risiedeva con Salonino): Postumo convocò allora i propri uomini e riferì loro gli ordini di Silvano, ma questi si rifiutarono di consegnare il bottino e, ribellandosi contro l'autorità di Gallieno e Salonino, elessero Postumo imperatore.
Postumo, che pare non essere stato estraneo alla rivolta dei propri uomini, marciò con l'esercito su Colonia e la mise sotto assedio. Fu probabilmente durante questo assedio che Salonino, certamente dietro suggerimento di Silvano, si proclamò augusto a propria volta, in modo da avere una maggiore autorità contro Postumo. Il consenso per la casata di Gallieno non si coagulò attorno agli assediati: la popolazione di Colonia o, secondo altri, la sua stessa guarnigione, aprirono le porte a Postumo, che divenne padrone della città e mise a morte Salonino e Silvano.